# Life of an American Fireman
Life of an American Fireman (Vida d'un Bomber Americà) és un curt mut dirigit per George S. Fleming i Edwin S. Porter amb la productora cinematogràfica Edison Manufacturing Company. Gravat a la fi de 1902 tot i que distribuït a principi de 1903, aquest és considerat un dels primers films narratius americans que mostra un muntatge paral·lel, que basa la seva acció en el rescat d'una dona i un nen atrapats en una casa en flames. Molts crítics afirmen que es poden trobar similituds amb el curt anglès de 1901 Fire!, dirigida per James Williamson.
Degut a la seva pionera realització cinematogràfica i a la innovació que va aportar-hi al sector, el curt fou seleccionat l'any 2016 per ser preservat a la National Film Registry als EUA, per la Library of Congress, des d'on van assenyalar l'important significat cultural, històric i estètic que té el film a nivell mundial.
L'objectiu dels directors del curt fou retratar la vida d''un bomber nord-americà sense cap exageració, al mateix temps que s'introdueixen situacions dramàtiques i efectes espectaculars per donar més força al curt. La gran fama del bomber nord-americà, el més valent i expert, era coneguda arreu del món. Aquesta pel·lícula, per tant, mostra d'una manera fidel i amb precisió la seva emocionants i perillosa vida, i el gran perill al que s'exposa per salvar un vida en joc.

## Escenes del film
Les set escenes que componen aquest film són:
1. La visió d'un bomber d'una dona i un nen en perill [sic]. (The Fireman's Vision of an Imperilled [sic] Woman and Child.)
2. Primer pla d'una alarma d'incendis a Nova York. (A Close View of a New York Fire Alarm Box.)
3. L'interior dels dormitoris al parc de bombers. (The Interior of the Sleeping Quarters in the Fire House.)
4. Interior del parc de bombers. (Interior of the Engine House.)
5. El vehicle sortint del parc de bombers. (The Apparatus Leaving the Engine House.)
6. Cap al foc. (Off to the Fire.)
7. L'arribada al foc. (The Arrival at the Fire.)